# ウチダエスコ
ウチダエスコ株式会社（英: UCHIDA ESCO CO.,Ltd.）は東京都江東区にあるネットワーク総合サービス、マルチベンダー保守サポート、オフィス環境構築、ソフトウェア開発・サポートを主体とする会社。

## 概説
ICT基盤の設計・構築・運用をサービス提供する「ネットワーク総合サービス」、情報システムの企画・設計から運用・保守まで、全てのフェーズに渡る「ソリューションサービス」、働く場の空間をインテリアデザインから情報環境までワンストップで提供する「オフィスシステムサービス」、ICT環境を総合的に保守サポートする「トータル保守サービス」を行う会社である。
- 「ネットワーク総合サービス」では、企業の情報システムに関わるサイバーセキュリティ対策。クラウドの利用やインターネット・拠点間ネットワークの改善をサービスを実施。
- 「ソリューションサービス」では、校務支援システム、高齢者介護・福祉システム、契約管理システム などの構築サービスを実施。
- 「オフィスシステム」では物理セキュリティを含めたデザインオフィスの構築、消耗品のコストダウン、電話・PC・LAN・サイバーセキュリティの構築を実施。
- 「トータル保守サービス」では、富士通、HP、AppleやVAIO、Microsoft Surface等様々なマルチベンダー対応の保守サポートサービスを実施。

## 沿革
- 1972年（昭和47年）11月 - 株式会社内田洋行のソフト開発専門の関係会社として、神奈川県横浜市に資本金400万円をもって株式会社ウチダ・コンピューター・エンジニアリングを設立、株式会社内田洋行が販売したUSACシステム、FACOMシステム、SEIKOシステムのサポートおよび開発業務の開始
- 1977年（昭和52年）9月 - 株式会社内田洋行と合弁で、東京都中央区にプログラム製造工場を目的にして、資本金500万円（出資比率72.0％）をもって株式会社ウチダ・プログラム・プロダクツ（現、株式会社ユーアイ・テクノ・サービス）を設立
- 1982年（昭和57年）2月 - 北海道札幌市のトップ・コンピュータ・システム株式会社に出資したうえ、札幌営業所を統合し、株式会社北海道コンピュータ・エンジニアリングに商号変更
- 1989年（平成元年）3月 - アップルコンピュータジャパン株式会社（現 Apple Japan合同会社）と「保守サービス委託契約」を締結し、マッキントッシュの保守開始
- 1990年（平成2年）2月 - 通産省のシステムサービス企業として登録（1997年3月26日に再登録）
- 1991年（平成3年）11月 - アップルコンピュータ株式会社（現 Apple Japan合同会社）のMac（パワーブック）修理工場として、千葉県浦安市に資本金1,000万円をもってアーク株式会社を設立
- 1992年（平成4年）3月 - コンパック株式会社（現 株式会社日本HP）と「保守・保証サービス店契約」を締結し、コンパック製パソコンの保守開始
- 1995年（平成7年）6月 - 日本ヒューレット・パッカード株式会社（現 株式会社日本HP）と「保守サービス業務委託基本契約」を締結し、各種プリンタの委託修理開始
- 1997年（平成9年）
  - 1月 - ピクチャーテル株式会社（現、ポリコムジャパン株式会社）と「保守サービス等基本契約」を締結し、テレビ会議システムの保守開始
  - 3月 - エプソン販売株式会社と「業務委託基本契約」を締結し、EPSON製プリンタの保守開始
- 1998年（平成10年）
  - 3月 - 日本証券業協会に株式を店頭登録
  - 7月 - 千葉県浦安市に事業用地取得、東京支社を設置
- 2000年（平成12年）4月 - 業務委託会社として千葉県浦安市に資本金1,000万円をもって株式会社エスコ・アシストを設立
- 2003年（平成15年）11月 - 本社・東京支社において「ISO 14001」の認証を取得
- 2004年（平成16年）
  - 5月 - プライバシーマークの使用許諾を取得
  - 12月 - 日本証券業協会への店頭登録を取り消し、ジャスダック証券取引所に株式を上場
- 2005年（平成17年）7月 - 東京支社において「ISMS認証基準(Ver.2.0)」および「BS7799:PART2:2002」の認証を取得
- 2010年（平成22年）4月 - ジャスダック証券取引所と大阪証券取引所の合併に伴い、大阪証券取引所JASDAQ市場に上場
- 2012年（平成24年）1月 - 個人情報の漏洩防止ソフトウェア　KLab社（現 アララ株式会社）の『P-Pointer』のアカデミックライセンス取り扱い開始
- 2013年（平成25年）
  - 1月 - グループ経営基盤の強化および間接部門の集約化による経営効率の向上を目的に連結子会社株式会社ユーアイ・テクノ・サービスと株式会社エスコ・アシストを合併（存続会社を株式会社ユーアイ・テクノ・サービス）
  - 3月 - 本社および東京事業所を江東区佐賀から江東区木場に移転
  - 7月 - 現物市場の東京証券取引所への統合に伴い、東京証券取引所JASDAQ市場に上場
- 2016年（平成28年）
  - 4月 - 標的型攻撃メール対応トレーニング 『メルトレ』を取り扱い開始
  - 6月 - サーバセキュリティ・脆弱製診断サービス NCI社（現 アイティーエム株式会社）『Site Scan』を取り扱い開始
- 2017年（平成29年）8月 - マイクロソフトSurface のオンサイト保証を開始 （日本初）
- 2018年（平成30年）8月 - 次世代マルウェア対策ソフト FFRI社 Yarai　を取り扱い開始
- 2019年（令和元年）9月 - RPAツール EzAvater（イージーアバター）を取り扱い開始
- 2020年（令和2年）1月 - 船橋キッテイングセンターと浦安テクニカルセンターを統合し、千葉県船橋市浜町二丁目に新事業所「ESCO 船橋-BaySite」を開設
- 2022年（令和4年）
  - 1月 - 株式会社内田洋行が株式公開買付けを行い88.75%の株式を取得[4]
  - 5月27日 - 東京証券取引所スタンダード市場上場廃止[5]
  - 5月31日 - 株式併合により、内田洋行の完全子会社となる